# 永田洋光
永田 洋光（ながた　ひろみつ、1957年1月 - ）は、日本のスポーツライター。現在フリーライターとして、ラグビー記事を中心に執筆活動を続ける。

## 来歴
東京都立新宿高等学校を経て横浜市立大学を卒業する。出版社勤務を経て1988年にフリーとなる。
2008年3月、『勝つことのみが善である-宿澤広朗全戦全勝の哲学』(ぴあ)で、2007年度ミズノスポーツライター賞優秀賞（2位）を受賞した。
大学ラグビーのコーチを引き受けたこともある。
エディー・ジョーンズに対して好意的な論調であることで知られている。

## 著書
- 『ラグビー従軍戦記』双葉社、2000年
- 『日本ラグビー復興計画』阪急コミュニケーションズ、2002年
- 『鉄人たちの雌伏―釜石ラグビーの新たなる挑戦』阪急コミュニケーションズ、2002年
- 『日本ラグビー原論』ぴあ、2004年
- 『元木由記雄-桜のプライド』阪急コミュニケーションズ、2004年